# Supra Naturals
Supra Naturals is een Nederlandse band die zich bevindt tussen het dance- en rockgenre.
Drummer Kit Carrera en bassist Youri de Bruijn speelden al sinds 2009 samen onder de naam Supra Naturals. Het was oorspronkelijk de bedoeling om de bezetting op twee man te houden en voor opnames met gastvocalisten te werken, maar bij opnames eind 2010 bleek de samenwerking met zanger Chris Pedis dermate goed, dat hij de band vervoegde.
De groep bracht in 2011 haar eerste ep, Up the Ante uit, speelde op diverse festivals en won de Haagse Popprijs voor Aanstormend Talent 2011. In 2012 speelde de groep onder meer op de Popronde.
Het debuutalbum Wild Education kwam uit in maart 2013. 

## Discografie

### Albums
| Titel          | Verschijningsdatum | Aantal nummers |
| -------------- | ------------------ | -------------- |
| Wild Education | 23-03-2013         | 12             |

### Ep's en demo's
| Titel       | Verschijningsdatum | Aantal nummers |
| ----------- | ------------------ | -------------- |
| Up the Ante | 09-04-2011         | 4+1            |

### Singles
| Titel                  | Verschijningsdatum | Aantal nummers |
| ---------------------- | ------------------ | -------------- |
| Recharge               | 20-05-2011         | n.v.t.         |
| When the bats come out | 10-01-2012         | n.v.t.         |
| Outlawed               | 07-09-2012         | n.v.t.         |
| Plan 9                 | 11-03-2013         | n.v.t.         |